# Dicranomyia frontina
Dicranomyia frontina är en tvåvingeart som först beskrevs av Edwards 1933.  Dicranomyia frontina ingår i släktet Dicranomyia och familjen småharkrankar. Inga underarter finns listade i Catalogue of Life.